# Halmenus eschatus
Halmenus eschatus är en insektsart som beskrevs av Morgan Hebard 1920. Halmenus eschatus ingår i släktet Halmenus och familjen gräshoppor. Inga underarter finns listade i Catalogue of Life.